# Garag
Garag är en ort i Indien.   Den ligger i distriktet Dharwad och delstaten Karnataka, i den sydvästra delen av landet, 1 500 km söder om huvudstaden New Delhi. Garag ligger 668 meter över havet och antalet invånare är 15 000.
Terrängen runt Garag är platt. Runt Garag är det ganska tätbefolkat, med 222 invånare per kvadratkilometer. Närmaste större samhälle är Dharwad, 15,2 km sydost om Garag. Trakten runt Garag består till största delen av jordbruksmark.